# Croton ascendens
Croton ascendens là một loài thực vật có hoa trong họ Đại kích. Loài này được Secco & N.A.Rosa mô tả khoa học đầu tiên năm 1992.